# Pavel Machonin
Pavel Machonin (* 6. Juni 1927 in Prostějov; † 14. Juli 2008 in Prag) war ein tschechoslowakischer und tschechischer Soziologe. Er wird zu den bedeutendsten tschechoslowakischen Soziologen gezählt, nachdem er nach fast 20 Jahren kommunistischer Unterdrückung der Soziologie die Erneuerung dieser Disziplin in der Tschechoslowakei ab Mitte der 1960er Jahre einleitete.
Machonins bekanntestes Werk ist das 1969 erschienene Buch Československá společnost. Sociologická analýza sociální stratifikace (Tschechoslowakische Gesellschaft. Soziologische Analyse sozialer Stratifikation). Die theoretischen Arbeiten liefen seit 1964, nachdem eine vorbereitende Konferenz über die „Sozialstruktur der sozialistischen Gesellschaft“ stattfand. Machonin erhielt für sein Projekt die Unterstützung der Partei und konnte sich neben den Forschungsprojekten von Ota Šik, Zdeněk Mlynář und Radovan Richta zu den prominentesten Vorbereitern des Reformprogramms des Prager Frühlings einreihen. Nach der Niederschlagung des Prager Frühlings erhielt er Berufsverbot und durfte nicht mehr Vorlesungen halten. Er kehrte erst nach 1989 in das akademische Leben zurück.

## Leben
Während des Krieges wurde Pavel Machonin zu dem sog. Totaleinsatz im Reich abkommandiert. Gleich nach dem Kriegsende trat er bereits 1945 in die kommunistische Partei ein. Als junger kommunistischer Aktivist beteiligte er sich an den politischen Säuberungen der 1950er Jahre, insbesondere an den Hochschulen. Er war ebenfalls als „politischer Erzieher“ in der Armee tätig. 1945 bis 1946 studierte er an der ehemaligen „Vysoká škola politická a sociální“ (Politische und soziale Hochschule) in Prag.
Machonin, der zu der Gründungsgeneration tschechoslowakischer Soziologen zählte, wurde nach der Zerschlagung des Prager Frühlings 1968 ins Abseits gestellt und musste 1970 seine Tätigkeit als Soziologe einstellen. Er arbeitete in einem Sportunternehmen und lange Zeit in einem Betrieb der Geflügelindustrie. Er konnte erst wieder 1989 als Soziologe arbeiten.
Pavel Machonin war der Bruder des Architekten Vladimír Machonin und des Publizisten und Übersetzers Sergej Machonin.

## Karriere als Soziologe

### Aufbau der soziologischen Einrichtungen
Nachdem 1950 die letzten Studenten der Soziologie die Philosophische Fakultät der Karlsuniversität Prag ihr Studium beendeten, wurde die Soziologie als eine bürgerlich belastete Wissenschaft in der Tschechoslowakei verboten. Erst 15 Jahre später, und zwar unter wesentlicher aktiven Beteiligung von Pavel Machonin, konnte sie eine Wiedergeburt erleben.
Machonin war tätig im 1957 gegründeten Ústav sociálně politických věd UK (Institut der sozialpolitischen Wissenschaften der Karlsuniversität), mit dessen Leitung er seit 1962 beauftragt und dessen Direktor er dann schließlich 1967 wurde. Unter Machonins Leitung erfuhr das Institut (wie später rezipiert worden ist) eine deutliche „Soziologisierung“; im Vordergrund stand die Konzeption einer marxistischen Soziologie, die sich an den Erkenntnissen und Tendenzen der damaligen westlichen Soziologie orientieren sollte.
Das deutlichste Zeugnis der Erneuerung der Soziologie in der Tschechoslowakei in den 1960er Jahren war jedoch die Gründung des Sociologický ústav ČSAV (Institut für Soziologie der Tschechoslowakischen Akademie der Wissenschaften) am 1. Januar 1965 und der folgende institutionelle Aufbau der Soziologie überhaupt. Im Rahmen eines wissenschaftlichen Kollegiums leitete Pavel Machonin wesentlich eine Vorbereitungskommission, die auch die wichtigsten Dokumente der Programmatik des Instituts ausarbeitete. Das Präsidium der Akademie genehmigte die Gründung des Instituts im Juni 1964. Machonin war Direktor des Instituts von 1967 bis 1969. Zugleich wurde 1965 die renommierte (zweisprachige) Zeitschrift Sociologický časopis / Sociological Review ins Leben gerufen, in deren Redaktion Machonin lange Zeit arbeitete.
Nachdem das von Machonin geleitete Institut (Ústav sociálně politických věd UK) zum 20. November 1969 geschlossen und er als Direktor des Sociologický ústav ČSAV abgerufen wurde, zeigte sich Machonin nicht bereit, seine Forschungsergebnisse zurückzunehmen. Er durfte sich als Soziologe nicht mehr betätigen, er wurde nicht nur aus der Kommunistischen Partei ausgeschlossen, sondern außerdem in einer „Liste der Feinde des Sozialismus“ geführt und mit einem Berufsverbot belegt. Erst nach 1989 konnte er im neugegründeten Sociologický ústav AV ČR (Soziologisches Institut der Akademie der Wissenschaften der Tschechischen Republik) arbeiten.

### Theoretische Arbeit
Neben seinen organisatorischen Fähigkeiten, die als ausgezeichnet bezeichnet werden, war Machonin als Soziologe ebenfalls eine treibende Kraft in den Bemühungen um die Reformen des politischen Systems, die schließlich 1967/1968 zu den Umwälzungen führten, die als der Prager Frühling bekannt wurden. Das von Machonin geleitete Forschungsprojekt über die soziale Struktur der tschechoslowakischen Gesellschaft entwickelte sich zu in den 1960er Jahren zum größten empirischen Unternehmen der tschechoslowakischen Soziologie. Die theoretische Arbeit an dem Projekt geht auf das Jahr 1964 zurück, als in Hrazany eine vorbereitende Konferenz stattfand (Sociální struktura socialistické společnosti [Soziale Struktur einer sozialistischen Gesellschaft]). Machonin gelang es, die Unterstützung der KPTsch für sein Projekt zu gewinnen. Sein Team zählte – neben den Forschungsprojekten von Ota Šik (Wirtschaftsreform), Zdeněk Mlynář (Reform des politischen Systems) und Radovan Richta (wissenschaftliche und technologische Revolution) – zu den prominentesten Vorbereitern des Reformprogramms des Prager Frühlings.
Sein bekanntestes Werk ist die Studie Československá společnost. Sociologická analýza sociální stratifikace (Tschechoslowakische Gesellschaft. Die soziologische Analyse der sozialen Schichtung) von 1969, wo diese Forschungsarbeiten ausgewertet wurden und die nach zwanzig Jahren kommunistischer Unterdrückung der Soziologie deren Erneuerung in der Tschechoslowakei bedeutete. Das Buch wurde zu einem Symbol des Prager Frühlings in der Soziologie. Das Ziel seiner Arbeit war es unter anderem, sich mit der stalinistischen Version des Klassenmodells der Gesellschaft auseinanderzusetzen, die auch im Sozialismus damit gerechnet hat, dass der entscheidende Faktor für die soziale Differenzierung das Eigentum an den Produktionsmitteln sein wird. Machonin stellte die These auf, dass die Bedeutung der Klassenteilung im Sozialismus schwindet und im Gegenteil eine mehrdimensionale soziale Differenzierung gilt.

## Machonins Bedeutung
Machonin gilt als eine der bedeutendsten und führenden Persönlichkeiten der tschechoslowakischen Soziologie der zweiten Hälfte des 20. und zu Beginn des 21. Jahrhunderts. Er hatte viel Anerkennung für den institutionellen Aufbau der tschechoslowakischen Soziologie in den 1960er Jahren. Institutionell gesehen war er zusammen mit Miloš Kaláb und Jaroslav Klofáč ihre zentrale Figur. Machonin war auch an der Einführung erstklassiger Forschungsstandards in der tschechoslowakischen Soziologie beteiligt. Mit seinem Team erstellte Machonin eine beachtenswerte Analyse der Daten zur sozialen Struktur der tschechoslowakischen Gesellschaft, er selbst trug in diesen Untersuchungen mit einer zu seiner Zeit gewagten Interpretation des damaligen gesellschaftlichen Geschehens als Konflikt zweier gesellschaftspolitischer Programme bei.
Nach 1989 arbeitete Machonin an einem Projekt, das sich mit der sozialen Stratifikation und Mobilität der tschechoslowakischen Gesellschaft nach der friedlichen Revolution befasste. Nach und nach befasste er sich jedoch mit der Problematik der postkommunistischen Transformation, der Modernisierung und der sozialen Geschichte. Als einer der wenigen Soziologen versuchte er, ein alternatives Modell der Veränderungen in der postkommunistischen Gesellschaft zu entwerfen.
Machonin kommt recht gut weg im Vergleich mit seinem Kollegen Richta. Allgemein wird erstens festgehalten, das Machonins Vorschläge zur gesellschaftlichen Umgestaltung und Änderungen der sozialen Struktur, wie er sie in der Zeit des Prager Frühlings und davor unterbreitete, um einiges radikaler waren als die von Richta. Insbesondere wird Machonin sein Verhalten während der Zeit der sogenannten Normalisierung nach dem Zerschlagen der Prager Frühlings zugutegehalten. Richta ließ sich bereits 1970 zum Direktor des neuen, „normalisierten“ Ústav pro filosofii a sociologii ČSAV (Institut für Philosophie und Soziologie der Tschechoslowakischen Akademie der Wissenschaften) ernennen, was ihm nach 1989 vorgehalten wurde: „Es war ein menschliches Versagen dieser Persönlichkeiten“, beurteilt der Soziologe und Historiker Milan Petrusek die Rolle von Richta und anderen. Machonin lehnte es dagegen ab, mit dem Regime zusammenzuarbeiten, erhielt Berufsverbot und wurde in die berüchtigte „Evidenzliste“ eingetragen.

## Schriften
In Auswahl:
- Cesty k beztřídní společnosti: Třídní vztahy v období výstavby socialismu a komunismu, SNPL, Prag 1961
- Československá společnost, sociologická analýza sociální stratifikace, Epocha, Bratislava 1969
- Czechoslovakia 1918–1992: A Laboratory for Social Change, St. Martin’s Press, New York 1996, ISBN 0-312-12693-X u. a. (zusammen mit Jaroslav Krejčí)
- Ekonomické a společenské změny v české společnosti po roce 1989, Karolinum, Prag 2000, ISBN 80-246-0119-2 (zusammen mit Lubomír Mlčoch und Milan Sojka)
- Sociální struktura Československa v předvečer Pražského jara 1968, Karlsuniversität, Prag 1992
- Strategie sociální transformace a jejich úspěšnost v parlamentních volbách 1996, Doplněk, Brünn 1996 (zusammen mit P. Šťastnová, A. Kroupa und A. Glasová)
- Sociální transformace a modernizace: K výstavbě teorie společenských změn v evropských postkomunistických zemích, Sociologické nakladatelství, Prag 1997
- Vývoj sociální struktury v české společnosti 1988–1999, Sociologický ústav AV ČR, Prag 2000 (zusammen mit L. Gatnar und M. Tuček)